# Karapet Mikajelian
Karapet Mikajelian (orm.: Կարապետ Միքայելյան, ur. 27 września 1969 w Leninakanie) – ormiański piłkarz występujący na pozycji napastnika.

## Kariera klubowa
Mikajelian karierę rozpoczynał w 1988 roku w Spartaku Moskwa, grającym w pierwszej lidze radzieckiej. W jego barwach nie rozegrał jednak żadnego spotkania. W 1989 roku odszedł do trzecioligowego Amuru Komsomolsk nad Amurem. W tym samym roku spadł z zespołem do czwartej ligi, jednak w 1992 roku rozpoczął wraz z nim występy w drugiej lidze rosyjskiej.
W trakcie sezonu 1992 Mikajelian odszedł do także drugoligowej Zwiezdy Irkuck. Następnie grał w Sokole Saratów, a w 1997 roku został zawodnikiem południowokoreańskiego Bucheon SK. Spędził tam sezon 1997, po czym wrócił do Sokoła Saratów. W 1998 roku odszedł stamtąd do innego drugoligowca, Gazowiku-Gazprom Iżewsk.
W 1999 roku Mikajelian przeszedł do pierwszoligowej Krylji Sowietow Samara. Występował tam w sezonach 1999 oraz 2000. Potem grał już tylko w trzecioligowych zespołach Nika Moskwa, Kuzbass-Dinamo Kemerowo, Dinamo Stawropol, Łukoił Czelabińsk oraz FK Czyta. Karierę zakończył w 2008 roku jako gracz Niki Moskwa.

## Kariera reprezentacyjna
W reprezentacji Armenii Mikajelian zadebiutował 5 października 1996 w zremisowanym 1:1 meczu eliminacji Mistrzostw Świata 1998 z Irlandią Północną, a 9 października 1996 w przegranym 1:5 pojedynku tych samych eliminacji z Niemcami strzelił swojego pierwszego gola w kadrze. W latach 1996–1999 w drużynie narodowej rozegrał 19 spotkań i zdobył 2 bramki.